# Gustav von Koenigswald
Gustav von Koenigswald, né le 13 novembre 1902 à Berlin et mort le 10 juillet 1982 à Bad Homburg vor der Höhe, est un paléontologue et un géologue allemand, qui a mené de nombreuses recherches sur les hominidés fossiles, notamment sur Homo erectus. Ses découvertes et ses études sur les hominidés disparus de Java ainsi que ses études d'autres fossiles importants de l'Asie du Sud-Est ont solidement assis sa réputation comme l’une des grandes figures de la paléoanthropologie au XXe siècle. 
Koenigswald naquit à une époque où l’étude de l’évolution suscitait un intérêt intense. Il commença sa collection de vertébrés fossiles en faisant à quinze ans l'acquisition d'une molaire de rhinocéros au cours d’une excursion à Mauer. Par la suite, il étudia la géologie et la paléontologie à Berlin, Tübingen, Cologne et Munich.

## Java
Ferdinand Broili (1874-1946), le professeur de von Koenigswald, avait de bonnes relations avec les géologues hollandais K. Martin et Louis Martin Robert Rutten (1884-1946). Aussi von Koenigswald put-il se joindre à l'Enquête géologique de Java, dans ce qui était alors les Indes Néerlandaises, comme paléontologue au début des années 1930. Aidé financièrement en partie par la fondation Carnegie, il commença une enquête systématique dans le pays. Il fit ses découvertes les plus importantes dans ce secteur de l'Asie entre janvier 1931 et 1941. À 33 ans, il annonça qu'il avait découvert le calvarium de l'enfant de Mojokerto (actuelle province de Java oriental) et l'attribua à Pithecanthropus erectus. Cette identification fut critiquée par le paléontologue Eugène Dubois, respecté mais déjà âgé ; malgré tout von Koenigswald persista dans son identification. L'enfant de Mojokerto fut par la suite attribué à l'espèce Homo erectus.
Entre 1937 et 1941, quelques spécimens importants d'hominidés furent découverts à Java. Un des aides de von Koenigswald lui apporta un fragment de crâne de Pithécanthrope en 1937. Malheureusement, une offre de payer à la pièce pour d'autres fossiles amena ses aides indigènes à casser en morceaux les spécimens. Un sommet de crâne, le premier calvarium trouvé à Sangiran (actuelle province de Java central), paraissait un duplicata exact de celui du Pithécanthrope de Dubois. D'autres fossiles bien connus sont la mandibule B de Sangiran, Sangiran 4 qui comprend la maxilla bien connue avec son diastème, et les mâchoires de 1939 et de 1941 attribuées par von Koenigswald à Meganthropus palaeojavanicus.
Son travail sur les fossiles du centre de Java, particulièrement à Sangiran, l'a amené à soutenir l'idée que les restes de mammifères de cette région pourraient appartenir aux trois subdivisions du Pléistocène. Tous les fossiles d'hominidés javanais découverts viennent de trois ensembles importants de couches :
- la formation de Pucangan, les couches de Jetis datées du Pléistocène inférieur,
- la formation Kabuh, les couches de Trinil datées du Pléistocène moyen et
- les couches de Ngandong datées du Pléistocène supérieur.

Von Koenigswald a montré que ces découvertes de fossiles et d'autres faites depuis 1917 contredisaient l'idée du XIXe siècle que l'ancêtre de l'homme aurait eu un cerveau moderne et une mâchoire de singe et il a carrément proposé l'idée opposée. Les fossiles de Java sont actuellement conservés dans le Musée de Senckenberg grâce au soutien financier de la Fondation Werner Reimer de Bad Homburg vor der Höhe.
En 1937, von Koenigswald a accueilli le paléontologue Franz Weidenreich en visite à Java pour examiner des sites découverts récemment. Également en 1937, von Koenigswald est devenu citoyen néerlandais. En 1938, von Koenigswald et Weidenreich ont annoncé en commun la découverte d'un nouveau crâne de Pithecanthropus (P. robustus). Début 1939, von Koenigswald a apporté plusieurs exemplaires d'hominidés javanais à Weidenreich à Pékin. La comparaison des hominidés de Sangiran et de Choukoutien a amené les deux scientifiques à conclure que les exemplaires étaient étroitement apparentés. Ils ont décidé d'abandonner le genre Sinanthropus, en ramenant tous les exemplaires au genre d'appellation plus ancienne Pithecanthropus. Plus tard, Pithecanthropus a été placé dans le genre Homo en tant qu'Homo erectus.

## Seconde Guerre mondiale
La Seconde Guerre mondiale apporta à von Koenigswald difficultés et dangers à Java. Il réussit à cacher ses fossiles à l'envahisseur japonais et bien que citoyen allemand, il fut interné dans un camp de prisonniers, car il était aussi citoyen néerlandais. Un crâne fossile fut trouve et confisqué par les soldats japonais puis offert à l'empereur Hirohito ; ce dernier le rendit après la guerre.
Pendant ces années, des descriptions de Sinanthropus furent publiées par Weidenreich. Dans un bureau mis à sa disposition par le Musée américain d'histoire naturelle (American Museum of Natural History, à New York), Weidenreich enrichit leur travail initial et leurs conclusions sur la place de ces fossiles dans l'évolution humaine, fusionnant Sinanthropus et Pithecanthropus dans un nouveau taxon, Homo erectus, avec différentes sous-espèces géographiques. Il publia des descriptions et donna des noms scientifiques à certaines des découvertes de von Koenigswald, car il supposait avec d'autres que ce dernier était mort entre les mains des Japonais. Après la guerre, von Koenigswald travailla avec Weidenreich au Musée américain d'histoire naturelle pendant dix-huit mois.

## L'Après-guerre
Les vingt années qui suivirent, von Koenigswald occupa une chaire de paléontologie créée pour lui à l'université d'Utrecht aux Pays-Bas. Pendant sa carrière académique, il visita des sites dans le Nord et le Sud  de l'Afrique (1951-52), les Philippines, la Thaïlande et Bornéo (1957), et le Pakistan (1966-67). Au Pakistan, von Koenigswald et ses étudiants découvrirent de nouveaux fossiles, parmi lesquels un palais attribué à une nouvelle espèce d'hominoïde, Sivapithecus, et des dents appartenant à Ramapithecus.
Von Koenigswald étudia les rapports entre les fossiles d'hominoïdes africains, asiatiques et européens attribués à Ramapithecus ou à des espèces proches comme Graecopithecus trouvé en Grèce et Kenyapithecus de Fort Ternan, au Kenya. D'après lui la forme indienne était un hominidé et la forme africaine un pongidé. Cette idée le conduisit plus tard à soutenir énergiquement l'origine indienne des Hominidae.
Après sa retraite de sa chaire d'Utrecht, la Fondation Werner-Reimers lui fit attribuer un service en Allemagne, au Musée d'histoire naturelle et d'Institut de recherche de Senckenberg de Francfort. Avec le concours de J. L. Franzen, il dirigea ce centre de recherche paléontologique pendant les quatorze dernières années de sa vie. Il mourut chez lui à Bad Homburg vor der Höhe près de Francfort en Allemagne de l'Ouest le 10 juillet 1982.

## Publications
- von Koenigswald, G. H. R., translated by Arnold J. Pomerans, Evolution of Man, University of Michigan Press, Ann Arbor Paperback Series, Revised edition, 1976   (ISBN 0-472-05020-6)
- von Koenigswald, G. H. R., Meeting Prehistoric Man, Lowe & Brydone (printers) LTD, London, Scientific Book Club Edition, 1956